# 瓦克拉科查湖
11°35′38.4″S 76°09′41.1″W / 11.594000°S 76.161417°W

瓦克拉科查湖（Huacracocha），是秘魯的湖泊，位於該國中部，處於胡寧大區的堯利省，該湖泊處於安蒂科納山的東南面和亞納辛加山以南。